# پرتکنتیک اسید
اسید پرتکنتیک (به انگلیسی: Pertechnetic acid) یک ترکیب شیمیایی با شناسه پاب‌کم ۱۱۸۰۵۰۸۴ است. 